# Stephanie Koch
Stephanie Koch (* 6. April 1955 in Leipzig) ist eine deutsche Musiktheater-Regisseurin und Theaterpädagogin.

## Jugend
Stephanie Koch wurde 1955 in Leipzig als Tochter von Sieglinde Wiegand und Olaf Koch geboren. Nach der frühen Trennung ihrer Eltern lebte sie bei ihrer Mutter. Da Sieglinde Wiegand in Kochs frühen Lebensjahren oft nur Stückweise engagiert war, verbrachte Koch immer wieder längere Zeit bei ihren Großeltern Elisabeth und Alfred Wiegand in Leipzig. Später zog sie mit ihrer Mutter wegen der am Theater üblichen 2-Jahres-Verträge quer durch die DDR: Sie verbrachte ihre Jugend in Meiningen, Halle, Borna, Wismar, Brandenburg, Prenzlau und abschließend in Neustrelitz. Dort heiratete Wiegand 1966 den Musikdirektor Hartmut Kretzschmann, der ihr zum eigentlichen Vater wurde.

## Berufliche Karriere
Koch studierte Musiktheater-Regie an der Hochschule für Musik Hanns Eisler Berlin. Zu ihren Lehrern zählten Erhardt Fischer, Wolfgang Kersten und Eberhard Streul; prägend waren die Seminare bei Walter Felsenstein an der Komischen Oper.
Ihr erstes Engagement als Regisseurin hatte sie am Theater der Altmark Stendal, danach war sie am Stadttheater Schwerin und am Volkstheater Rostock tätig, wo sie als Dramaturgin mit Regieverpflichtung arbeitete. Es folgten Gastinszenierungen in Neustrelitz, Zwickau und Magdeburg. An den Theatern in Rudolstadt, Eisenach und Nordhausen wirkte sie jeweils als Oberspielleiterin. In Nordhausen war sie außerdem Interims-Intendantin. In ihrer Karriere hatte sie mehr als 70 eigene Inszenierungen in Oper, Operette und Musical.
1993 lernte sie den Opernsänger Hans-Jürgen Schippmann am Theater Nordhausen kennen. 1996 heirateten sie und bekamen eine Tochter, die heute als Dramaturgin arbeitet. Danach unterrichtete sie an unterschiedlichen Musikhochschulen Deutschlands. Auch in ihrem Engagement am Oberösterreichischen Opernstudio in Linz ging es darum, sich der Nachwuchsförderung zu widmen. Seit mehreren Jahren arbeitet sie mit der Agentur Bühnenreif zusammen.
Außerdem widmet sie sich der Inszenierung von Passionen. Zusammen mit Gregor Horres arbeitet sie 2019 und 2024 mit dem Chor Vox Bona aus Bonn zusammen. Die szenischen Interpretationen finden beim Bachfest Leipzig ihre Auszeichnung.

### Lehre
Nach der Geburt ihrer Tochter arbeitete Koch vorzugsweise freischaffend. 2004 erhielt sie einen Lehrauftrag für szenische Darstellung und Musiktheater an der Musikhochschule Lübeck, wo sie an der Selbstverwaltung der Hochschule mitwirkte und jährliche Opernproduktionen übernahm. Dort lernte sie ihren Kollegen Gregor Horres kennen, mit dem sie seitdem immer wieder in Co-Regie zusammenarbeitet. Musikalische Partner in dieser Zeit waren u. a. Nobert Strolz, Anton Steck, Per Borin, Ludwig Pflanz oder Frank Hube. Ein weiterer kreativer Partner, der sie durch die Jahre hinweg als gesangliche Ergänzung ihres Unterrichts begleitet, ist Michael Gehrke. Mit ihm reiste sie 2009 und nochmals 2011 ans Xi’an Conservatory of Music in China. Dort erhielt sie für die vom DAAD geförderten Opernproduktionen „Zauberflöte“ und „Don Giovanni“ eine Gastprofessur. An der Musikhochschule Lübeck blieb sie bis 2016. Zeitweise arbeitete parallel auch an den Musikhochschulen in Bremen, Dresden und Düsseldorf.
Im Bereich der Jugendförderung war sie an verschiedenen Musikschulen tätig und inszenierte u. a. Kindermusicals in Zusammenarbeit mit Erik Kross.
2016 kehrte sie ans Theater zurück. Im Landestheater Linz arbeitete sie im Opernstudio, wo junge Talente gefördert und gefordert werden. Von 2017 bis 2019 leitete sie die Opernschule des Instituts für Gesang und Musiktheater: das Studiotheater Belvedere in Weimar. Dort finden regelmäßige Aufführungen statt, um dem Publikum die Arbeitsergebnisse zu präsentieren und die Studierenden an den Bühnenalltag heranzuführen.
Im Mittelpunkt ihrer Lehre stehen die Studierenden und die Vermittlung von Handwerk durch kontinuierlichen Basisunterricht. Sie möchte die glaubhafte Darstellung in der Oper erschaffen, in der singend Geschichten von Menschen erzählt werden, indem sie Wissen fordert und Phantasie fördert. Außerdem zieht Koch einen methodischen Trennstrich zwischen Regiearbeit und Unterricht. Beim Unterrichten möchte sie nicht Inszenieren, sondern „die Phantasie herauskitzeln und Bilder im Kopf erzeugen.“ Es geht ihr um Entäußerung, Selbstbeobachtung und Körperhaltung. Wichtig sind ihr auch Neugierde, Beobachtungsgabe und Vorstellungskraft, damit die Studierenden in Bühnensituationen ihr körperliches und emotionales Gedächtnis aktivieren, natürlich und glaubhaft wirken und aus ihrem eigenen Erfahrungsschatz schöpfen. Sie nennt Konstantin Stanislawski, Max Reinhardt, Bertolt Brecht und Walter Felsenstein als Referenzen. Ihre Absolventen stehen auf Bühnen in Österreich, Dänemark, Norwegen, Italien, Südafrika, China oder in Amerika. Auch in Deutschland haben viele Engagements, sind erfolgreich freischaffend tätig oder widmen sich dem sängerischen Nachwuchs.

## Auszeichnungen
2009 verlieh ihr das Land Schleswig-Holstein als Würdigung ihrer Leistungen eine Titularprofessur.

## Inszenierungen (Auswahl)
- La Traviata – G. Verdi – Theater Rudolstadt – 1989[9]
- Cabaret – J. Masteroff[2]
- Die verkaufte Braut – B. Smetana[2]
- Die lustige Witwe – F. Lehar[3]
- Der Freischütz – C. M. Weber – Taschenoper Lübeck – 2005
- Die Zauberflöte – W. A. Mozart – University of Music in Xi’an/China – 2009[3][7]
- Die lustigen Weiber von Windsor – O. Nicolai – Musikhochschule Lübeck – 2009
- Das Feuerwerk – P. Burkhard – Musikhochschule Lübeck – 2011
- Don Giovanni – W. A. Mozart – University of Music in Xi’an/China – 2011[3]
- Es lebe die Liebe! – Szenenabend, div. – Musikhochschule Lübeck – 2013[10]
- La Bohème – G. Puccini – Musikhochschule Lübeck – 2014[11]
- Street Scene – K. Weill – Robert Schumann Hochschule Düsseldorf – 2014[12]
- Der Wildschütz – A. Lortzing – Musikhochschule Lübeck – 2015[13]
- Il mondo della luna – J. Haydn – Hochschule für Musik Franz Liszt, Weimar – 2018[3]
- Die Zauberflöte – W. A. Mozart – Hochschule für Musik Franz Liszt, Weimar – 2019[4]
- Matthäus-Passion – J. S. Bach – Vox Bona – mit Gregor Horres – 2019[6]
- Johannes-Passion – Johann Sebastian Bach – Vox Bonn – mit Gregor Horres – 2024[6]